# Liste der Baudenkmale in Temmen-Ringenwalde
In der Liste der Baudenkmale in Temmen-Ringenwalde sind alle Baudenkmale der brandenburgischen Gemeinde Temmen-Ringenwalde und ihrer Ortsteile aufgelistet. Grundlage ist die Veröffentlichung der Landesdenkmalliste mit dem Stand vom 31. Dezember 2020.

## Baudenkmale in den Ortsteilen
In den Spalten befinden sich folgende Informationen:
- ID-Nr.: Die Nummer wird vom Brandenburgischen Landesamt für Denkmalpflege vergeben. Ein Link hinter der Nummer führt zum Eintrag über das Denkmal in der Denkmaldatenbank. In dieser Spalte kann sich zusätzlich das Wort Wikidata befinden, der entsprechende Link führt zu Angaben zu diesem Denkmal bei Wikidata.
- Lage: die Adresse des Denkmales und die geographischen Koordinaten. Link zu einem Kartenansichtstool, um Koordinaten zu setzen. In der Kartenansicht sind Denkmale ohne Koordinaten mit einem roten beziehungsweise orangen Marker dargestellt und können in der Karte gesetzt werden. Denkmale ohne Bild sind mit einem blauen bzw. roten Marker gekennzeichnet, Denkmale mit Bild mit einem grünen beziehungsweise orangen Marker.
- Bezeichnung: Bezeichnung in den offiziellen Listen des Brandenburgischen Landesamtes für Denkmalpflege. Ein Link hinter der Bezeichnung führt zum Wikipedia-Artikel über das Denkmal.
- Beschreibung: die Beschreibung des Denkmales
- Bild: ein Bild des Denkmales und gegebenenfalls einen Link zu weiteren Fotos des Baudenkmals im Medienarchiv Wikimedia Commons

### Neu-Temmen
| ID-Nr.            | Lage                | Bezeichnung                                              | Beschreibung | Bild                                                     |
| ----------------- | ------------------- | -------------------------------------------------------- | --- | -------------------------------------------------------- |
| 09130840          | (Lage)              | Ruhestätte (Erbbegräbnis) der Familie Michalowsky-Hentig | | Ruhestätte (Erbbegräbnis) der Familie Michalowsky-Hentig |
| 09130687 Wikidata | (Lage)              | Kirche                                                   | Die Dorfkirche wurde in der Mitte des 18. Jahrhunderts erbaut, die Wetterfahne trägt die Jahreszahl 1749. Im Inneren ein Kanzelaltar aus der Bauzeit. | weitere Bilder                                           |
| 09130839          | Neu-Temmen 5 (Lage) | Gutshaus                                                 | | Gutshaus                                                 |

### Poratz
| ID-Nr.   | Lage              | Bezeichnung                                                                                          | Beschreibung | Bild                                                                                                 |
| -------- | ----------------- | --- | ------------ | --- |
| 09130945 | Poratz 3 (Lage)   | Dorfschule                                                                                           |              | Dorfschule                                                                                           |
| 09130946 | Poratz 4/5 (Lage) | Hofanlage, bestehend aus Doppelwohnhaus, Stallgebäude, Kleinviehstall, zwei Scheunen und Wasserpumpe |              | Hofanlage, bestehend aus Doppelwohnhaus, Stallgebäude, Kleinviehstall, zwei Scheunen und Wasserpumpe |
| 09130947 | Poratz 11 (Lage)  | Gehöft, bestehend aus Wohnhaus und Wirtschaftsgebäude                                                |              | Gehöft, bestehend aus Wohnhaus und Wirtschaftsgebäude                                                |
| 09130786 | Poratz 13 (Lage)  | Wohnhaus                                                                                             |              | Wohnhaus                                                                                             |
| 09130787 | Poratz 16 (Lage)  | Wohnhaus und Stall                                                                                   |              | Wohnhaus und Stall                                                                                   |
| 09130788 | Poratz 17 (Lage)  | Wohnhaus                                                                                             |              | Wohnhaus                                                                                             |
| 09130232 | Poratz 19 (Lage)  | Wohnhaus                                                                                             |              | Wohnhaus                                                                                             |
| 09130223 | Poratz 20 (Lage)  | Wohnhaus                                                                                             |              | Wohnhaus                                                                                             |
| 09130883 | Poratz 24 (Lage)  | Gehöft, bestehend aus Wohnhaus und Wirtschaftsgebäude                                                |              | Gehöft, bestehend aus Wohnhaus und Wirtschaftsgebäude                                                |

### Ringenwalde
| ID-Nr.            | Lage                | Bezeichnung                                         | Beschreibung | Bild                 |
| ----------------- | ------------------- | --------------------------------------------------- | --- | -------------------- |
| 09131362          | (Lage)              | Pflasterstraße mit Lindenallee Ringenwalde – Poratz | | weitere Bilder       |
| 09130600 Wikidata | (Lage)              | Kirche                                              | Die evangelische Kirche stammt aus der zweiten Hälfte des 13. Jahrhunderts. Der Kanzelaltar im Inneren stammt aus dem Jahre 1759, die Orgel aus dem Jahr 1760 und der Taufstein aus dem Jahr 1758. An der Ostwand befinden sich drei Glasmalereien aus dem Jahr 1599. | weitere Bilder       |
| 09130601          | Dorfstraße (Lage)   | Brennerei                                           | | weitere Bilder       |
| 09130602          | Dorfstraße (Lage)   | Gutspark Ringenwalde                                | Im ehemaligen Gutspark steht eine Gruftkapelle, die wahrscheinlich um 1900 errichtet wurde. Sie ist im neugotischen Stil erbaut. | Gutspark Ringenwalde |
| 09132041          | Dorfstraße 6 (Lage) | Gasthaus mit Saalbau und „Saalgarten“               | | weitere Bilder       |